# Рудник Куауа (SMPS)
Рудник Куауа (SMPS) – гірничодобувний майданчик у Меланезії на острові Нова Каледонія (заморське володіння Франції), що наразі належить компанії Société Minière du Sud Pacifique SA (SMSP).
Розробка нікелевих покладів в районі Куауа почалась щонайменше на початку 1950-х, коли підприємець Едуар Пентекост уклав контракт на поставки руди до Японії та задіяв для його виконання власні чи орендовані ділянки в Куауа та Оуако. По виконанню першого контракту Пентекост досягнув угоди з Mitsubishi, що навіть передбачала статус ексклюзивного постачальника, проте подальшому розвитку співпраці з цим потужним японським концерном перешкодила конкуренція з найвідомішою новокаледонською гірничою компанією Société le Nickel (серед численних копалень якої з 1960-го з’явився і майданчик у тому самому Куауа). З 1973-го управління копальнями Пентекоста передали створеній ним компанії Société Anonyme Mines, Ore and Metals New Caledonia (SAM3 NC), а станом на 1990-та контроль над ними здійснювали через Nickel Mining Corporation (NMC).
В 1993-му NMC втратила важливого покупця в особі японської Pamco. Це поставило NMC у складне становище і після подачі нею заяви про банкрутство в 1998-му належний їй рудник в Куауа викупила за 1 франк компанія Société Minière du Sud Pacifique SMSP, найбільшим власником якої з часткою у 85% виступала Société financier et de développement de la Province Nord (SOFINOR), що в свою чергу належала Північній провінції (87%), провінції Острови Луайоте (5%) та представникам місцевих племен, що діяли через об’єднання «Sud minier», «Côte océanienne"» та «Grand Nord». З 2006-го рудник належить Nickel Mining Company (NMC) – спільному підприємству SMSP та південнокорейського металургійного гіганту Pohang Iron & Steel Corporation (POSCO), в якому сторони мають 51% та 49% участі. Іншим елементом угоди з POSCO стало створення компанії Société de Nickel de Nouvelle-Calédonie et Corée (SNNC), яка належить учасникам у тому ж співвідношення та запустила в Південній Кореї феронікелевий завод у Кван'яні, що став великом споживачем нікелевого концентрату з новокаледонських копалень SMSP (окрім Куауа, їй також належать рудники Пінпін, Накеті та Оуако).
Станом на середину 2010-х рудничий центр SMSP в Куауа видобував руду в копальнях SMMO 36 («Kadjitra») та «Alice 18», тоді як копальні SMMO 37 та «Claire Red» не працювали.
Відносно масштабів розробки можливо вказати, що в 2012 з Куауа вилучили 440 тисячі тонн руди, з них 285 тисяч тон сапролітової для корейського заводу та 155 тисяч тонн лімонітової для поставок у Австралію (можливо відзначити, що до появи SNNC покупцями руди виступали споживачі з Китаю та австралійський завод в Ябулу). В 2013-му виробництво становило 365 тисяч тонн, з них 238 тисяч тонн сапролітової та 127 тисяч тонн лімонітової руди. У 2021 році видобуток рудника склав 439 тисяч тонн.
Копальні використовують відкритий спосіб розробки, а вивіз руди здійснюється автотранспортом до берегового пункту відвантаження. Через відсутність повноцінної портової інфраструктури руда спершу передається на баржі, а потім перевантажується у морі на балкери. У Куауа базуються 4 буксири та 7 барж, частина з яких періодично відряджається для проведення завантажувальних  операцій рудника Накеті.